# Ricardo Delgado Vizcaíno
Ricardo Delgado Vizcaíno (Pozoblanco, 21 de febrero de 1921-Córdoba, 20 de febrero de 1994), fue un empresario agrícola español y presidente fundador de la cooperativa ganadera COVAP en Pozoblanco (Córdoba). Con motivo del centenario de su nacimiento, se colocó en el Ayuntamiento de Pozoblanco una placa conmemorativa.

## Biografía
Ricardo Delgado Vizcaíno nació en la localidad cordobesa de Pozoblanco en 1921. Estudió Derecho en las Universidades de Oviedo y Madrid, y se licenció en esta última en 1946, aunque nunca ejercería como abogado. Casado y con cinco hijos, murió en 1994 a los 72 años de edad.

## Trayectoria
Comenzó a gestionar las explotaciones agrícolas y ganaderas de su familia a la muerte de su padre. En 1952, durante una fuerte sequía, convenció a un grupo de ganaderos para comprar un camión de grano para saciar el hambre de sus reses. La iniciativa se repitió durante años sucesivos hasta que el 7 de enero de 1959 veintidós ganaderos se unieron en cooperativa. Nacía COVAP, la cooperativa ganadera del Valle de los Pedroches. Ricardo Delgado Vizcaíno fue su primer presidente y el líder de un proyecto empresarial durante más de treinta años, logrando situar a la empresa y sus productos en primera línea de mercado.
Su fuerte personalidad impuso un estilo de trabajo y una visión de lo que debía ser la ganadería en Los Pedroches, destacando su austeridad y su espíritu de compromiso.

## Fundación Ricardo Delgado Vizcaíno
La Fundación Ricardo Delgado Vizcaíno se constituyó en 1996 como fundación de carácter privado para promover y fomentar las actividades culturales, educativas y formativas de la población en general, y también difundir la calidad de los productos pecuarios y de sus técnicas de producción y comercialización. 

## Reconocimientos
- Encomienda al Mérito Agrario
- Premio CECO de Oro
- Hijo Predilecto de Pozoblanco a título póstumo.